# Elephantomyia insularis
Elephantomyia insularis är en tvåvingeart som beskrevs av Edwards 1912. Elephantomyia insularis ingår i släktet Elephantomyia och familjen småharkrankar.
Artens utbredningsområde är Seychellerna. Inga underarter finns listade i Catalogue of Life.